# Willi Meyer-Wendeborn

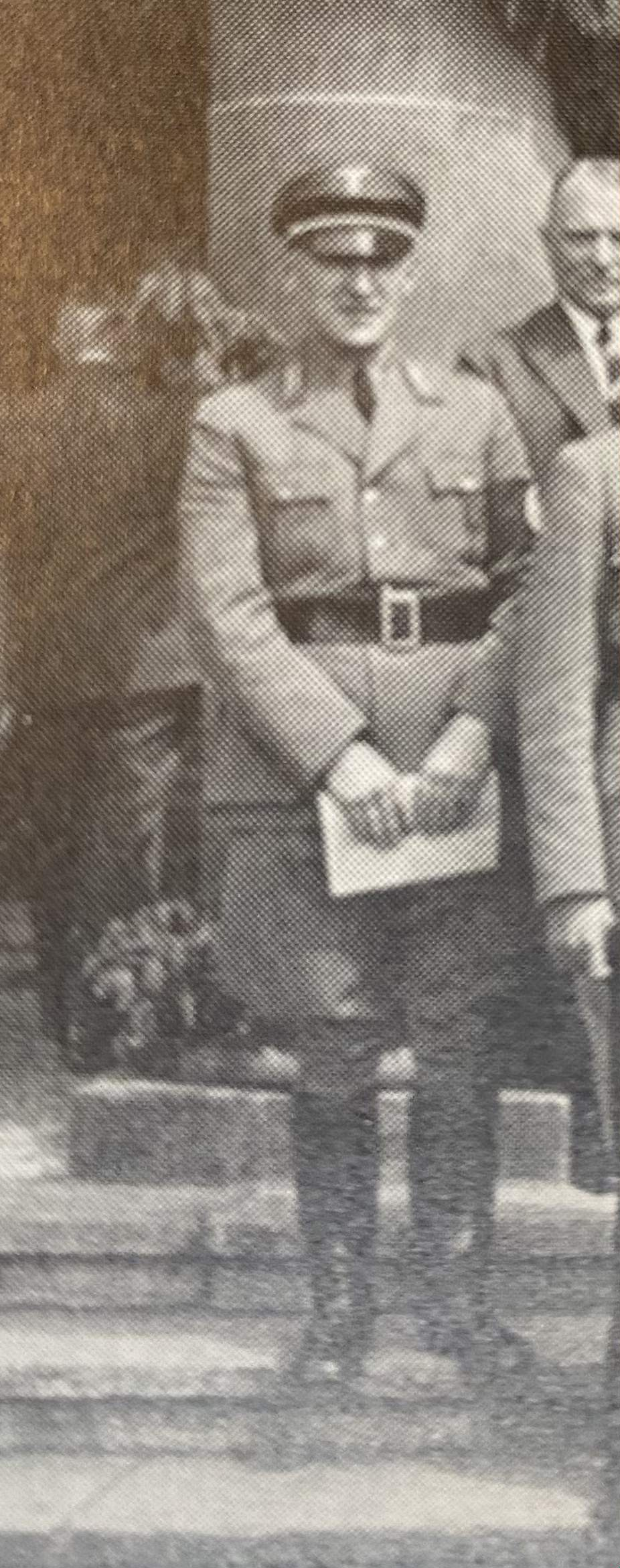
Meyer-Wendeborn 1935 auf den Stufen des Cloppenburger Realgymnasiums (heute Clemens-August-Gymnasium)

Eduard Willi Meyer-Wendeborn (* 24. Juni 1891 in Hamburg; † 1969) war ein deutscher Kaufmann, NSDAP-Funktionär und Mitglied der SS. Wendeborn bekleidete ab 1934 die Position des Kreisleiters der NSDAP für den Landkreis Cloppenburg und war während des Zweiten Weltkriegs in verschiedene Funktionen der NSDAP eingebunden. 1946 wurde er im Rahmen des Nürnberger Prozesses gegen die Hauptkriegsverbrecher vernommen.

## Leben
Willi Meyer-Wendeborn wurde am 24. Juni 1891 in Hamburg geboren. Nach seiner Schulzeit erlernte er den Beruf des Kaufmanns. Er nahm ab 1914 am Ersten Weltkrieg teil. In seiner vierjährigen Frontzeit im Elisabeth Garde-Grenadier-Regiment Nr. 3 erreichte er den Dienstgrad eines Vizewachtmeister. Nach Kriegsende kehrte er nach einer Übergangszeit bei der Reichswehr (mit Unterbrechungen vom 11. Juli bis zum 19. Oktober 1919) ins Zivilleben zurück und arbeitete im kaufmännischen Bereich. Von 1930 bis 1936 war er Geschäftsführer der Arkenauschen Apfelweinkelterei in Brokstreek. Am 21. März 1920 heiratete er Martha Bewer, später ebenfalls Parteigenossin und in der NS-Frauenschaft. Das Paar hatte zwei Kinder. Wendeborn war evangelischer Konfession. Im Jahr 1938 trat er aus der Kirche aus und zählte fortan zu den Gottgläubigen.
Meyer-Wendeborn war Träger des Eisernen Kreuzes zweiter Klasse und Leutnant der Reserve der Wehrmacht. Darüber hinaus war er Träger des Hamburger Hanseatenkreuzes, des Ehrenkreuz für Frontkämpfer und des Verwundetenabzeichens in Schwarz. Er war Mitglied im SS Lebensborn, aber nicht unter den Empfängern des Julleuchters. Bis 1939 hieß er Willi Meyer, erst ab dem 25. März 1939 war es ihm auf seinen Antrag hin gestattet den Nachnamen Meyer-Wendeborn zu führen.

## Politische Karriere
Meyer-Wendeborn trat der NSDAP zum 1. August 1932 bei (Mitgliedsnummer 1.260.033). Der Parteizutritt erfolgte zwar relativ spät, trotzdem galt er innerhalb der NSDAP als Alter Kämpfer. Ein halbes Jahr nach seinem Parteibeitritt wurde er Ortsgruppenleiter in Essen. Der SS trat Meyer-Wendeborn am 10. Juli 1933 bei (SS-Nummer 214.517), seinen Erinnerungen zufolge anlässlich der Überführung der ländlichen Reitervereine in die Reiter-SS. Bis zum 1. April 1943 war er der 9. Reiterstandarte SS zugeordnet, danach dem Stab des SS-Abschnitts XIV. Zum 30. Januar 1943 war er SS-Obersturmführer.
Ab 1934 war er Kreisleiter der NSDAP für den Landkreis Cloppenburg. Meyer-Wendeborn war für das Amt einerseits geeignet, weil er nicht katholischer Konfession war, andererseits gab es kaum Parteigenossen im Oldenburger Münsterland. Die Leitung der kleinen Ortsgruppe in Essen stellte somit bereits ein qualifizierendes Merkmal dar. Während seiner Zeit als Kreisleiter nahm er auch kommissarisch die Funktion des Ortsgruppenleiters in Barßel (November 1937) sowie des Kreisleiters in Vechta (März – November 1943) wahr.

### Einfluss als Kreisleiter im Landkreis Cloppenburg
Im agrarisch-katholisch geprägten Landkreis Cloppenburg mit seiner relativ kleinen Kreisstadt (um 10.000 Einwohner) war der Handlungsspielraum des Kreisleiters erheblich eingeschränkt. Die eigentliche Aufgabe der Kreisleiter war die Überwachung und Optimierung von Parteistrukturen im Kreis, sie verantworteten die lokale Propaganda, überwachten die Bevölkerung und hatten oft erheblichen Einfluss auf kommunale Verwaltungen. Ein Beispiel für den kommunalen und parteiinternen Einfluss Meyer-Wendeborns ist die Absetzung von Leonard Niehaus als NSDAP Ortsgruppenleiter in Cloppenburg und als Bürgermeister von Lohne im Jahr 1942. Bei den durch das Regime veranstalteten Plebisziten wiesen die NSDAP-Kreisleiter in Cloppenburg den Landrat an, als Wahlvorsteher und -beisitzer nur sogenannte Alte Kämpfer zuzulassen und in den Gemeinden die Ortsgruppenführer zu den Wahlvorstehern zu machen.
Meyer-Wendeborn stand in gutem Einvernehmen mit dem Cloppenburger Amtshauptmann Münzebrock und versuchte sich als Kreisleiter zu entfalten, stieß insbesondere bei kirchenpolitischen Maßnahmen aber immer wieder auf erheblichen Unwillen der Bevölkerung. Auch nach zwölf Jahren Tätigkeit als Kreisleiter hatte er kaum Zugang zur örtlichen Mentalität gefunden.
Gemeinsam mit dem nationalsozialistischen Amtshauptmann Münzebrock gelang es ihm jedoch in Stadt und Kreis die Partei- und Jugendorganisationen der NSDAP zu etablieren und den Großteil der Jugendlichen in Cloppenburg zu erfassen.
Seine Maßnahmen als Kreisleiter sind teils als moderat, teils als hart einzuschätzen. Im Falle der Absetzung des Gemeindevorstehers Meiners in Garrel sorgte er beispielsweise für die Einsetzung eines Parteimitglieds als Gemeindevorsteher, betonte in Einlassungen aber die gute Amtsführung des bisherigen Amtsinhabers.

#### Kreistag der NSDAP 1939 in Cloppenburg
Drei Jahre nach den Ereignissen des Kreuzkampfes und weiterer Verwerfungen im Oldenburger Münsterland hatte Meyer-Wendeborn die Aufgabe, in Cloppenburg einen Kreisparteitag der NSDAP auszurichten. Die politische Inszenierung vom 13. – 15. Mai 1939 wurde von der Oldenburger Gauleitung ausdrücklich gelobt. Mithilfe der Cloppenburger SA und dem Reichsarbeitsdienst war es gelungen, die Innenstadt Cloppenburgs ausufernd mit den Symbolen der NSDAP zu versehen, wobei das Museumsdorf als Hintergrund der verschiedenen Veranstaltungen diente.

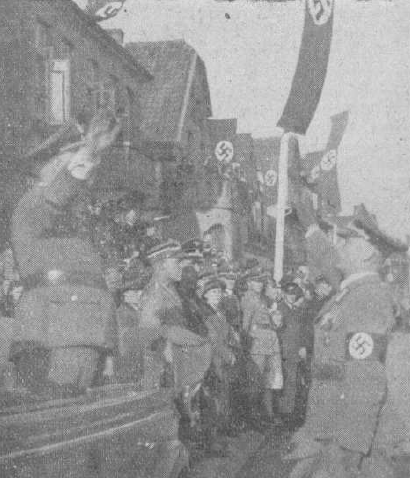
Röver und Meyer-Wendeborn auf dem Kreistag in Cloppenburg

Die Eröffnungsrede hielt Meyer-Wendeborn auf dem Quatmannshof. Der Kreisleiter betonte die schwierige politische Lage für die Nationalsozialisten im Landkreis Cloppenburg während der sogenannten Kampfzeit. Darüber hinaus hob Meyer-Wendeborn insbesondere die vermeintliche Verwurzelung des anwesenden Volkes in den Ahnen hervor und betonte vor der historischen Kulisse eine Bedeutung des Blutes der Ahnen.
Bestandteile des von ihm organisierten Kreistages waren neben diesen Reden (es sprachen außerdem Röver, Joel und Münzebrock) Aufmärsche, darunter ein Fackelmarsch, die Ehrung kinderreicher Familien (Mutterkreuz), ein Zapfenstreich, Wettkämpfe und Ehrungen sowie das Gedenken an verstorbene alte Kämpfer und Weltkriegsgefallene.

### Maßnahmen gegen Geistliche
Meyer-Wendeborn drückte seine Befugnisse jedoch auch mit harten Maßnahmen in der Verfolgung von Geistlichen aus. Pfarrer Wilhelm Bitter aus Lohne wurde aufgrund von Aussagen gegen die NSDAP auf Betreiben von Meyer-Wendeborn inhaftiert und blieb wochenlang in Gestapo-Haft. In Barßel wurde Pfarrer Joseph Diersen fünf Monate in Schutzhaft genommen, weil er ein Glockenläuten zu Ehren der Wehrmacht unterlassen hatte. Meyer-Wendeborn betrieb in der Folge seine Versetzung und versuchte so den erfolglosen Ortsgruppenleiter Fokko Diskus zu stärken. Auch den Geistlichen in Peheim, Gottfried Engels, versuchte der Kreisleiter aus der Gemeinde zu entfernen. Für den aktiv am Kreuzkampf beteiligten Kaplan Fresenborg, der später in das Konzentrationslager Dachau eingeliefert wurde, ist ein Verhör durch Meyer-Wendeborn belegt, der ihn aufgrund mehrerer kritischer Predigten zunächst verwarnte. Kaplan Henn aus Cloppenburg wurde ebenfalls von Kreisleiter und Amtshauptmann verhört und schließlich bei der Gestapo angezeigt. In Garrel wurde der in mehreren Konflikten mit Meyer-Wendeborn stehende Kaplan von der NSDAP-Ortsgruppe bespitzelt und musste sich regelmäßig mit dem Kreisleiter auseinandersetzen. Zum Verhör beim Kreisleiter mussten außerdem die Geistlichen Georg Meyer aus Sedelsberg sowie Paul Saalfeld aus Lindern erscheinen.
Die Gegnerschaft zur Kirche drückte sich auch in kleinem Zank aus, wenn Meyer-Wendeborn etwa gegen den Willen der Geistlichen Grabreden bei katholischen Begräbnissen von Parteimitgliedern hielt. Außerdem sorgte er für die Entlassung bzw. Versetzung politisch unliebsamer, geistlicher und weltlicher Lehrer, wie etwa im Falle des Löninger Schulleiters Florenz Beckmann.

### Beteiligung am Porajmos
In der damaligen Gemeinde Altenoythe lebten mehrere Sinti und Roma Familien, die sich ab 1938 zunehmender Diskriminierung und Verfolgung ausgesetzt sahen.
1943 wurden Sinti und Roma Familien in einer Großrazzia verhaftet und in das KZ Auschwitz beziehungsweise ins KZ Buchenwald deportiert. Nur zwei Angehörige dieser Familien überlebten das Konzentrationslager. Meyer-Wendeborn hat zusammen mit Amtshauptmann Münzebrock die Diskriminierung der Familien durch Eingaben bei den zuständigen Stellen betrieben. Ihre Aktivitäten und Beschwerden bei den übergeordneten Ämtern führten schließlich zur Deportation. Darunter ist auch die bei der Kreisleitung veranlasste behördliche Einstufung von Sinti und Roma Kindern als „arbeitsscheu“ und „asozial“, nebst der Empfehlung einer Unterbringung in Lagern zu fassen.

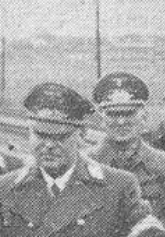
Gauleiter Röver und Kreisleiter Meyer-Wendeborn (Hintergrund) bei einem Truppenbesuch an der Westfront

### Sogenannte Arisierung jüdischen Eigentums in Cloppenburg
In der Folge der reichsweiten Pogrome im November 1938 kam es auch in Cloppenburg zu Zerstörungen, u. a. der Cloppenburger Synagoge und Deportationen. Eine direkte Beteiligung des Kreisleiters an den Ausschreitungen kann ausgeschlossen werden, womöglich stand er den Ereignissen rund um den 9. November sogar skeptisch gegenüber. Darauf deutet nicht nur seine Abwesenheit, sondern auch die weitgehende Vermeidung einer Bezugnahme auf das Pogrom in einer Rede vor Parteigenossen in Cloppenburg am 11. November hin. Als in Cloppenburg am 10. November in der direkten Folge des Pogroms Feierlichkeiten zur Umbenennung von Straßen (vom-Rath-Str., Straße der SA, Horst-Wessel-Str.) stattfanden, bedankte sich der Kreisleiter in seiner Ansprache bei der Cloppenburger SA für ihr vorbildliches Verhalten am Vortag.
Die jüdischen Familien Cloppenburgs wurden in der Folge ihrer Besitztümer beraubt. Hiervon hatte Meyer-Wendeborn nicht nur Kenntnis, sondern war zusammen mit Amtshauptmann Münzebrock aktiv daran beteiligt. Den Cloppenburger Auktionator, der das jüdische Eigentum versteigerte, rügte er in einer Vorladung wegen Äußerungen gegenüber dem zuständigen Amt für Volkswohlfahrt und mahnte ihn zum Parteibeitritt.

### AktionT4
An der Aktion T4, dem systematischen Massenmord an mehr als 70.000 Menschen mit körperlichen, geistigen und seelischen Behinderungen im dritten Reich, war Meyer-Wendeborn nicht nachweislich beteiligt, hatte aber laut der biographischen Rückschau des Cloppenburger Landrats genauso wie Münzebrock Kenntnis von zumindest einem Teil der Morde.
Nach dem 20. Juli 1944 war Meyer-Wendeborn als Kreisleiter de jure verantwortlich für die Einberufungen zur Wehrmacht. De facto habe sich den Verantwortlichen nach an der Praxis der Einberufung im Landkreis Cloppenburg nichts geändert.
Meyer-Wendeborn war maßgeblich an der Etablierung der NSDAP- und Jugendorganisationen in einem stark katholischen, widerständigen Umfeld beteiligt. Seine Maßnahmen reichten von moderaten Ansätzen, wie der Unterstützung bewährter Amtsführer oder Verwarnungen, bis hin zu repressiven Aktionen gegen Geistliche, einschließlich Verhören, Schutzhaft und Versetzungen. Er versuchte den Einfluss der katholischen Kirchen zurückzudrängen, bestrafte ihre Vertreter für geringste Verstöße und griff aktiv in kirchenpolitische Konflikte ein. Außerdem etablierte er parteitreue Personen in Schlüsselpositionen. Dies steht im schroffen Gegensatz zu seinen Aussagen im Nürnberger Prozess gegen die Hauptkriegsverbrecher. Auch seine vermeintliche Unkenntnis zu Verfolgungen und Deportationen ist durch die historische Forschung widerlegt.

## Entnazifizierung und Vernehmung in den Nürnberger Prozessen
Nach dem Ende des Zweiten Weltkriegs wurde Wendeborn im CIC No.3 in Bad Fallingbostel interniert, zusammen mit rund 1000 weiteren Funktionären der NSDAP in Norddeutschland. Er wurde dort zum Vertrauensmann der inhaftierten Mitglieder des politischen Korps gewählt, der den Austausch der Gruppe mit den Alliierten organisierte. Sein Entnazifizierungsverfahren erfolgte in zwei Schritten. Zunächst stand er während seiner Internierung in Bad Fallingbostel vor dem Spruchkammergericht in Benefeld-Bomlitz. Dort wurde er in die Kategorie III eingestuft. Nach seinem Einspruch wurde das Verfahren in Cloppenburg wieder aufgenommen, wo er schließlich in die Kategorie IV eingeordnet wurde. Außerdem wurden ihm die Verfahrenskosten in Höhe von 200 DM auferlegt und eine Gefängnisstrafe von zwei Jahren und sechs Monaten ausgesprochen. Die Haftzeit war durch die Internierung in Bad Fallingbostel abgeleistet.
Er trat 1946 im Rahmen des Nürnberger Prozesses gegen die Hauptkriegsverbrecher als Zeuge auf. Seine Vernehmung fand am 30. und 31. Juli 1946 statt. Dabei sollte seine Rolle als Kreisleiter und seine Kenntnis über die Verbrechen des NS-Regimes beleuchtet werden.
Meyer-Wendeborn spielte seine Rolle als Kreisleiter der NSDAP herunter und betonte wiederholt, dass er keine Anweisungen zu repressiven Maßnahmen gegeben habe und diese in die Zuständigkeit staatlicher Organe wie der Gestapo fielen. Er bestritt eine enge Zusammenarbeit mit der Staatspolizei, die Führung von Gegnerkarteien oder eine aktive Beteiligung an Verhaftungen. Zudem behauptete er, der Kirchenkampf sei verboten gewesen und seine Kreisleitung habe keine eigenständige Politik betrieben. Er stellte sich als Beobachter dar, der lediglich Fürsorge- und Verwaltungsaufgaben wahrgenommen habe und keine Kenntnis von umfassenden Verbrechen, wie den systematischen Judenverfolgungen oder Konzentrationslagern, hatte.
Seine Aktivitäten zeigen jedoch, dass er aktiv und teils mit harter Hand daran arbeitete, Widerstand gegen die NSDAP zu unterdrücken und ihre Ideologie auch in einer schwierigen Region durchzusetzen.

## Nach den Prozessen: Rechtfertigungsschrift und Diskussion um den Kreuzkampf
Meyer-Wendeborn lebte nach seiner Freilassung wieder in Cloppenburg. Er hielt weiterhin Kontakt zu Personen seines politischen Netzwerks aus der Zeit des Nationalsozialismus. Dies belegt ein Briefwechsel zwischen ihm, August Münzebrock und Georg Joel von Ende 1962 – Anfang 1963.
Seine Rolle im Kreuzkampf und sein Verhalten als Kreisleiter gegenüber den Kirchen versuchte er, ähnlich wie August Münzebrock, in einer Monographie möglichst positiv darzustellen. Seine Schrift Einstellung der Kreisleitung Cloppenburg gegenüber den Kirchen ist Graue Literatur und wurde von ihm wahrscheinlich nur an einen kleinen Personenkreis ausgegeben.
Der überlieferte Briefwechsel zwischen Meyer-Wendeborn, Joel und Münzebrock aus dem Jahr 1962–1963, anlässlich der öffentlichen Berichterstattung zum 25. Jahrestag des Kreuzkampfes im Oldenburger Münsterland im Vorjahr, ist ebenfalls apologetischer Natur. Die drei Männer besprachen einen Artikel der Oldenburgischen Volkszeitung vom 24. November 1961 zu Geschehnissen des Kreuzkampfes. Dabei bestritten sie jegliches Fehlverhalten des nationalsozialistischen Staates und insbesondere des Gauleiters Röver gegenüber der Bevölkerung, den Kirchen und ihren Offiziellen. In einem der Briefe gratuliert Meyer-Wendeborn Georg Joel zu seinem ungebrochenen Kampfgeist. Der Briefwechsel der drei Männer offenbart ihre revisionistische Haltung und das fortwährende Bekenntnis zur nationalsozialistischen Weltanschauung.